# Heliomata
Heliomata är ett släkte av fjärilar. Heliomata ingår i familjen mätare, Geometridae.

## Dottertaxa tillColeophora, i alfabetisk ordning[2][1]
| Heliomata cycladata |  |                |  |  |
| Heliomata elaborata |  |                |  |  |
| Heliomata fulliola  |  |                |  |  |
| Heliomata glarearia |  | Stäppnätmätare |  |  |
| Heliomata infulata  |  |                |  |  |
| XXXXXXXXXXXXXXXXXXX |  |                |  |  |